# 拉乌尔·海德鲍
拉乌尔·海德鲍（荷蘭語：Raoul Hedebouw；1977年7月12日—），比利时政治家、生物学家，现任比利时工人党主席、众议院议员、列日市议会议员。他出生在列日，父母是弗拉芒人。他在埃斯塔勒的一个工人阶级社区和同时讲法语和荷兰语的双语环境中长大，毕业于列日大学生物学专业。2008年－2021年，任比利时工人党发言人。

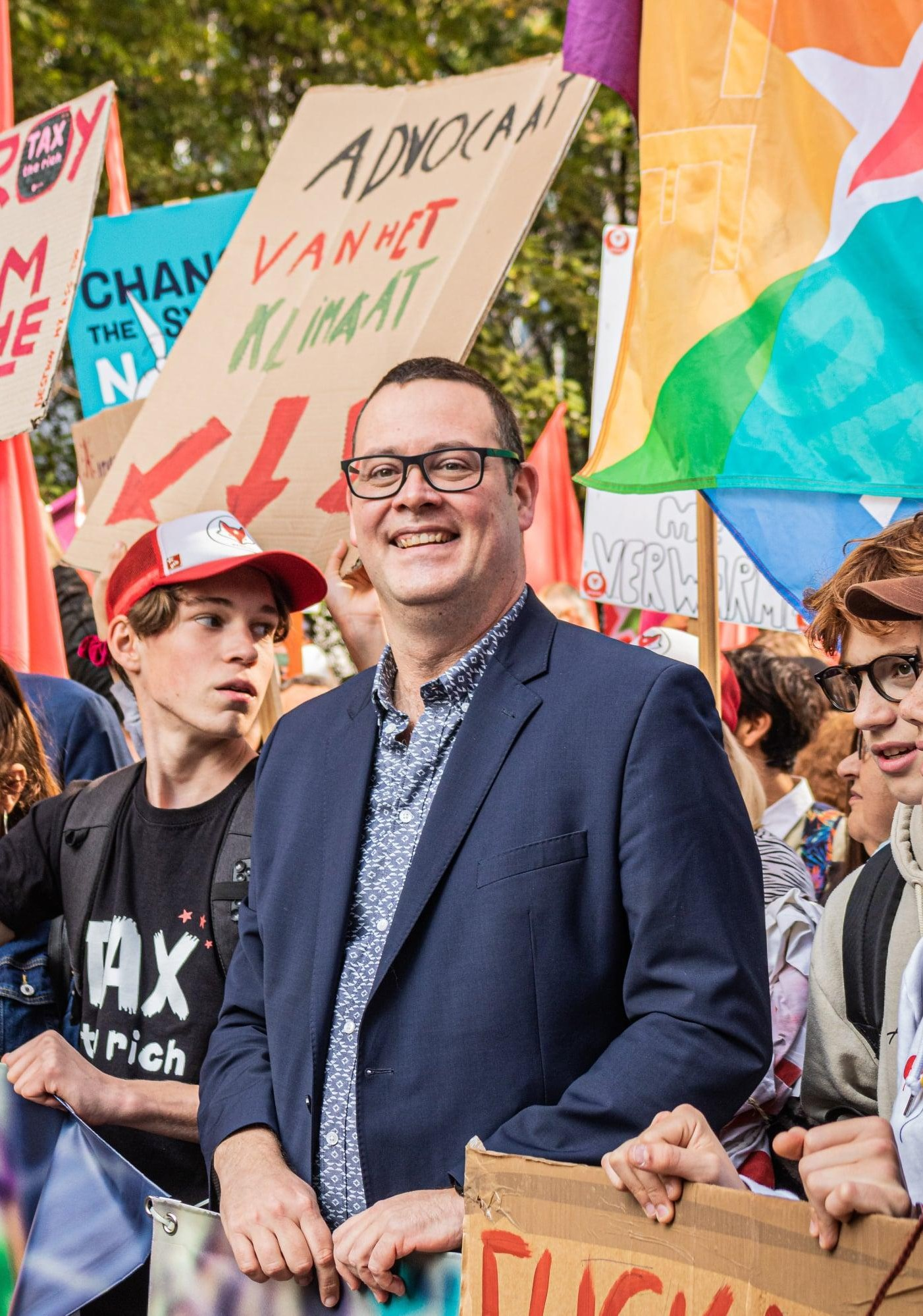
拉乌尔·海德鲍（右）